# Andrew Bernstein
Andrew Bernstein (* 6. Juni 1959) ist ein US-amerikanischer objektivistischer Philosoph.
Bernstein schrieb Sekundärliteratur zu Ayn Rands Atlas wirft die Welt ab, Der ewige Quell und Die Hymne des Menschen. Er ist Autor des Romans Heart of a Pagan, von The Capitalist Manifesto und verschiedener Einführungsbücher in Ayn Rands Philosophie des Objektivismus. Er unterrichtete an verschiedenen US-amerikanischen Universitäten (u. a. Pace University, Marymount College) und derzeit an der State University of New York at Purchase und am Marist College. Er ist dem Ayn Rand Institute verbunden und bekannt für seine öffentliche Unterstützung des Objektivismus.

## Werke
- Andrew Bernstein: Rand's Atlas Shrugged. CliffsNotes, 2000, ISBN 0-7645-8556-8 (englisch).
- Andrew Bernstein: Heart of a Pagan. Paper Tiger Books, 2002, ISBN 1-889439-29-0 (englisch).
- Andrew Bernstein: The Capitalist Manifesto: The Historic, Economic and Philosophic Case for Laissez-Faire. University Press of America, 2005, ISBN 0-7618-3221-1 (englisch).
- Andrew Bernstein: Objectivism in One Lesson: An Introduction to the Philosophy of Ayn Rand. Hamilton Books, 2009, ISBN 0-7618-4359-0 (englisch).
- Andrew Bernstein: Ayn Rand For Beginners. Steerforth Press, 2009, ISBN 1-934389-37-4 (englisch).